# Disputa delle isole Curili
Con disputa delle isole Curili (in russo Спор о принадлежности Курильских островов?, Spor o prinadlezhnosti Kuril'skikh ostrovov ed 北方領土問題 (Hoppōryōdomondai?)) si intende la controversia internazionale sorta fra Russia e Giappone alla fine della seconda guerra mondiale e ancora irrisolta, riguardante il possesso di alcune isole dell'arcipelago delle Curili.

## Premesse

### Trattato di Shimoda
I primi contatti diplomatici tra Russia e Giappone datano 1855 (trattato di Shimoda), in cui viene stabilita un'amministrazione congiunta di Sachalin e la suddivisione delle Curili che lascia al Giappone la sovranità sulle quattro isole più vicine al suo territorio e le restanti alla Russia. Prima di allora non esistevano relazioni diplomatiche tra i due stati che avallassero rivendicazioni dell'una o dell'altra parte sull'arcipelago (all'epoca abitato dagli indigeni Ainu).

### Trattato di San Pietroburgo
Nel 1875, con il trattato di San Pietroburgo, le due nazioni si accordano pacificamente per una rinuncia dell'Impero russo alle Curili in cambio della sovranità totale sull'isola di Sachalin.

### Trattato di Portsmouth
A seguito della disfatta russa nella guerra tra i due imperi nel 1904-1905, le Curili vengono confermate al Giappone (trattato di Portsmouth) (che ottiene il possesso della metà meridionale di Sachalin ed il protettorato sulla Corea), dando il via alla politica giapponese di espansione imperialistica sul continente.

## Gli eventi che portarono alla disputa

### Seconda guerra mondiale: Jalta e Potsdam

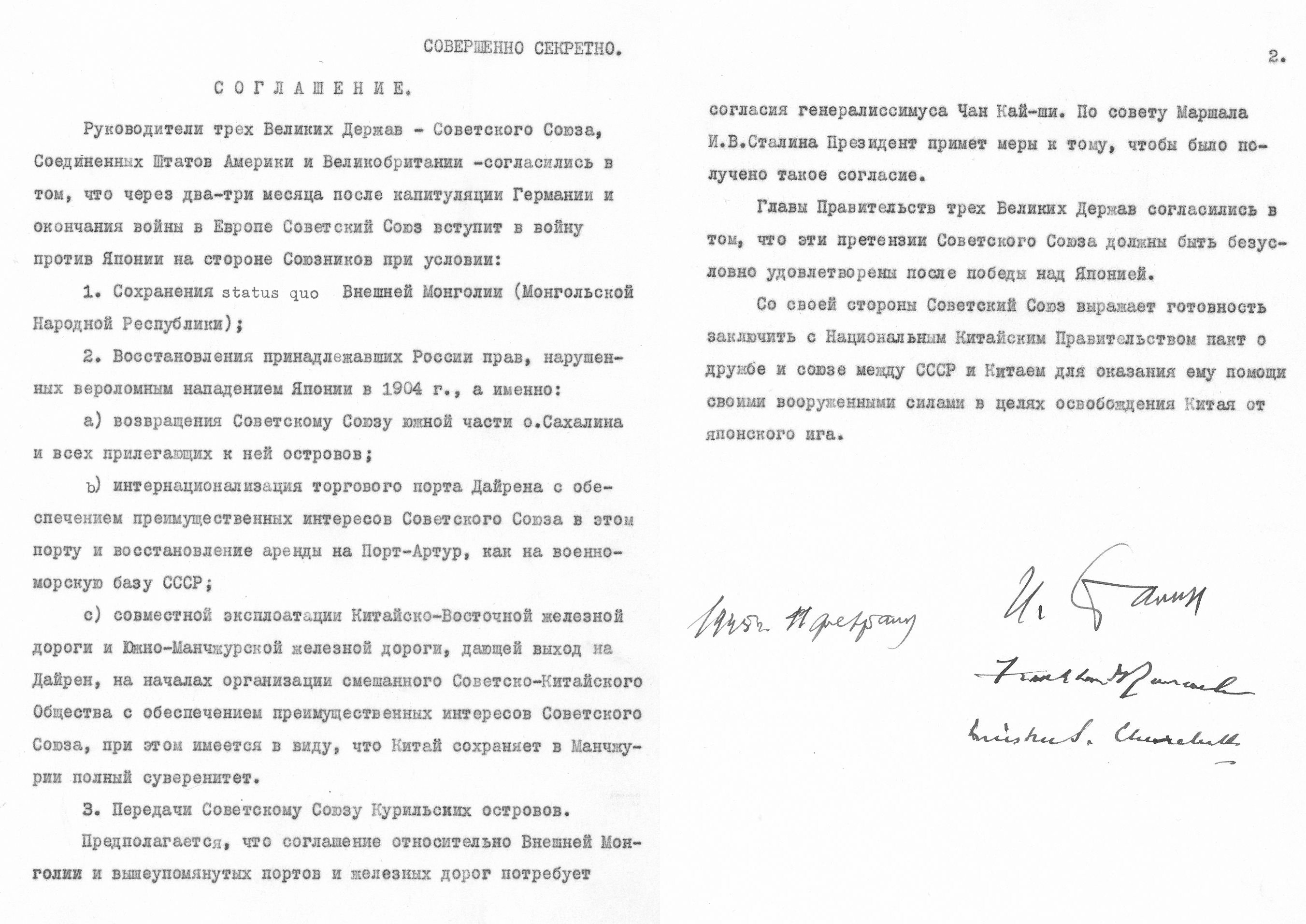
Accordo sull'entrata in guerra dell'URSS contro il Giappone

Tra l'agosto e il settembre del 1945, alla fine della seconda guerra mondiale, tenendo fede agli accordi presi a Jalta (in cui l'URSS si impegnava ad entrare in guerra contro il Giappone entro due o tre mesi dal termine delle ostilità in Europa), l'Armata Rossa occupò le isole Curili (Kiril) per assicurarsi definitivamente il controllo sugli stretti di fronte alla base navale di Vladivostok sul Pacifico, potentemente armata e vitale per il controllo dell'area nord del Mar del Giappone e del Pacifico nordoccidentale.

### Trattato di San Francisco
Per la mancata risoluzione della questione nel trattato di San Francisco, che l'Unione Sovietica non firmò anche perché il trattato, in violazione degli accordi di Jalta, non riconosceva la sovranità sovietica sull'isola di Sachalin e le Curili, secondo il Giappone sulla questione occorre ancora fare riferimento al trattato di Shimoda, del 1855, che prevedeva una linea di confine che lasciava al Giappone le quattro isole più meridionali delle Curili: Kunašir, Iturup, Šikotan e Chabomai.

## Le differenti posizioni
La posizione del Giappone è che nelle conferenze di Jalta e Potsdam si parla rispettivamente di rinuncia giapponese alle Isole Curili (senza tuttavia menzionare l'accettazione della sovranità sovietica sull'arcipelago) nel primo e dei territori sottratti dal Giappone con la forza.
Il Giappone (che ha sempre chiamato le quattro isole più meridionali Territori del Nord) sostiene che le isole in questione tecnicamente non facevano parte delle Curili per ragioni amministrative e che esse non erano mai state sotto sovranità russa prima del 1945, quindi non si può loro applicare né la definizione di Jalta né quella di Potsdam. La Russia sostiene che queste pretese sono infondate in quanto geograficamente le isole appartengono all'arcipelago menzionato a Jalta e dal trattato non firmato di San Francisco (come dimostrato anche dalle cartine ivi proposte).
Il Giappone, per secolari problemi di sovrappopolazione considera le isole una potenziale soluzione a questa situazione, dato che la vita nelle isole, dal clima molto rigido, sarebbe oggi molto più accettabile che in passato.

## Trattative diplomatiche
Dal 1956, nonostante siano state compiute lunghe trattative diplomatiche, non si riesce a trovare un accordo di pace per porre fine alla disputa. La Russia di recente ha proposto la restituzione di due sole isole (che costituiscono il 6% del territorio conteso) mentre il Giappone le reclama tutte e quattro.

## Sviluppi nel ventunesimo secolo
Nel 2006 un pescatore di granchi giapponese, Mitsuhiro Morita, fu ucciso con un colpo di pistola alla testa da una nave di pattuglia russa a nord-est dell'isola di Hokkaidō.
Nel 2022, a causa dell'invasione russa dell'Ucraina, la tensione tra il Giappone e la Russia per le isole è aumentata.